# Les Ferdinand
Leslie Ferdinand (* 8. prosince 1966 Londýn) je bývalý anglický fotbalista. Reprezentoval Anglii v letech 1993–1998, sehrál za ni 17 zápasů a vstřelil v nich pět gólů. Získal s Anglií bronz na mistrovství Evropy roku 1996, krom toho se zúčastnil mistrovství světa 1998 (Angličané vypadli v osmifinále). V sezóně 1995–96 byl zvolen v hlasování hráčů nejlepším hráčem Premier League. Hrál za Hayes (1986–1987), Queens Park Rangers (1987–1995; při tom hostování v Brentfordu a Besiktasi), Newcastle United (1995–1997), Tottenham Hotspur (1997–2003), West Ham United (2003), Leicester City (2003–2004), Bolton Wanderers (2004–2005), Reading (2005) a Watford (2005–2006). V současnosti je sportovním ředitelem Queens Park Rangers, kterýžto post zastává jako první černoch v historii anglického fotbalu.